# Sông Prien
Prien là một dòng sông ở Bayern, Đức. Nguồn của nó có độ cao 1.150 mét (3.770 ft) trên mực nước biển tại Spitzstein. Sau 33 kilômét (21 mi) nó chảy vào Chiemsee tại vịnh Schafwaschener Bucht. Đây là một trong những con suối núi dài nhất trong dãy núi Alps của Bayern. Cái tên này có lẽ bắt nguồn từ tên Celtic của dòng sông, Brigenna, tên đến từ vùng núi (nữ) trong ngôn ngữ Celtic. Thị trấn Prien am Chiemsee được đặt theo tên của dòng sông. Trước Prien, tại đập nước Beilhack, nước sông cũng chảy vào Mühlbach (Chiemsee, Prien), nó chảy độc lập vào Chiemsee về phía nam.
Prien là, sau Tiroler Achen, nguồn nước cung cấp lớn thứ hai của Chiemsee.